# Ruch na rzecz Jedności Działania Lewicy
Ruch na rzecz Jedności Działania Lewicy (gr. Κίνηση για την Ενότητα Δράσης της Αριστεράς, SWP) – grecka partia polityczna, założona w 2000 roku przez działaczy KKE.
Partia jest członkiem lewicowej koalicji SYRIZA.